# Banca centrale della Repubblica Democratica Popolare di Corea
La banca nazionale della Repubblica Democratica Popolare di Corea è la banca centrale dello stato asiatico della Corea del Nord.
Le monete e le banconote ufficiali che stampano e coniano è il won nordcoreano.